# Gare de St. Marys
La  gare de St. Marys est une gare ferroviaire canadienne, située sur le territoire de la municipalité de St. Marys dans la Province de l'Ontario).
St. Marys est desservie dès 1858 par une première gare établie par la compagnie du Grand Tronc qui ouvre la gare actuelle en 1907. Son bâtiment voyageurs est protégée au patrimoine de la ville de St. Marys.
C'est une gare desservie par des trains Via Rail Canada.

## Situation ferroviaire
La gare est située à la borne 99,7 milles (160,5 km) de la subdivision Guelph du Canadien National, entre les gares de London et de Stratford.

## Histoire

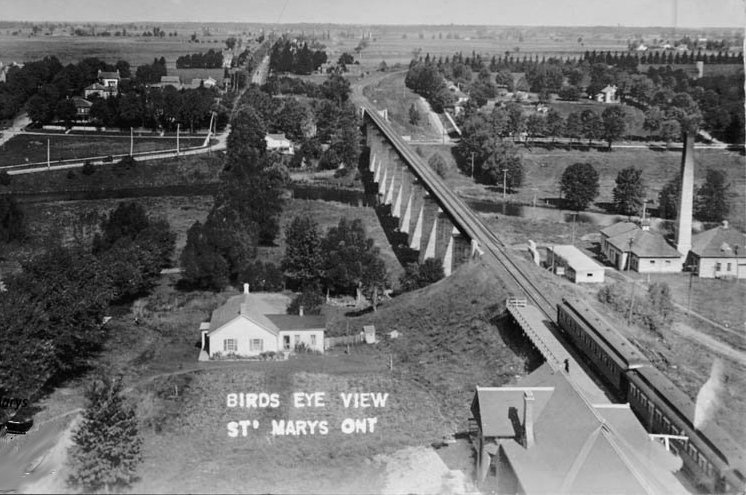
Vue aérienne de la gare (en bas à droite) en 1916.

La gare de St. Marys Junction est mise en service en 1858 par la compagnie du Grand Tronc à un kilomètre et demi au nord-est du village. Son éloignement du centre incite les habitants à faire pression sur la compagnie, notamment en essayant de faire venir une compagnie concurrente, pour un déplacement de la gare. Le Grand Tronc finit par répondre favorablement aux sollicitations en ouvrant, en 1879, une petite gare dénommée « Switch » plus proche du centre, au croisement des rues Elizabeth et King, mais elle ne satisfait pas encore les habitants.
En 1907, la compagnie du Grand Tronc finit par accéder pleinement à la demande en faisant construire, à l'angle des rues James et Queen, par E. Chandler le bâtiment actuel suivant un style type des gares de cette époque en Ontario.
Devenu une gare de Via Rail, le bâtiment voyageurs est également utilisé par la municipalité comme bureau d'information touristique de la ville.

## Service des voyageurs

### Accueil
La gare de St. Marys sont ouverts lundi au vendredi entre 5h45 et 6h45, 10h15 et 11h15, et 19h et 21h, et samedi au dimanche entre 10h15 et 11h15, et 20h et 21h. Les passagers de Via Rail peuvent acheter un billet au guichet durant les heures d'ouverture, et doivent acheter un billet sur le site web, sur l'application mobile ou par téléphone. Les passagers de GO Transit doivent acheter un billet sur le site web, et le valider à bord le train, car le valideur de la carte Presto n'est pas disponible à cette gare. La gare est équipée de toilettes et d'un téléphone payant.

### Desserte
St. Marys est desservie par le train de Via Rail reliant Toronto et Sarnia une fois par jour par direction, ainsi que des trains de banlieue de la ligne Kitchener de GO Transit entre Toronto et London, une fois par jour par direction en semaine seulement.

### Intermodalité
La gare est desservie par les routes B, 2 et 3 de PC Connect, le transport collectif au comté de Perth en Ontario. L'arrêt de bus se trouve devant l'hôtel de ville de St. Marys, 350 mètres à l'ouest de la gare. La route B relie Stratford et St. Marys, et la route 2 relie Kitchener, Waterloo, New Hamburg, Shakespeare, Stratford et St. Marys. La route 3 relie London, St. Marys et Stratford. Toutes les routes desservent la ville du lundi au samedi.
Un parking gratuit pour les véhicules y est aménagé.

## Patrimoine ferroviaire
Le bâtiment voyageurs de la gare est désignée au patrimoine municipal en vertu de la partie IV de la Loi sur le patrimoine de l'Ontario, le 13 octobre 1987. Le site de la gare comporte également un ancien château d'eau remarquable.